# Августенбургский дом
Августенбургский дом (полное название — Шлезвиг-Гольштейн-Зондербург-Августенбургский дом) — угасшая в 1931 году ветвь Ольденбургского владетельного дома. С 1764 года Августенбурги — вторая по старшинству линия этого дома после королей Дании.
Несмотря на старшинство по сравнению с Глюксбургской и Готторпской линиями, Августенбурги так и не унаследовали короны, хотя несколько раз были близки к этому. Так, в 1810 году шведский король Карл XIII, не имея наследников мужского пола, выбрал следующим королём и усыновил принца Карла Августа Августенбургского, однако через несколько месяцев после прибытия в Стокгольм престолонаследник умер.
В 1863 году после смерти бездетного датского короля Фредерика VII по неоднозначному закону престолонаследия корона была передана его двоюродной сестре Луизе Гессен-Кассельской и её супругу, принцу Глюксбургской линии, который был коронован под именем Христиана IX. Таким образом были проигнорированы права на датский престол герцога Августенбургского, который после поражения в борьбе за независимость Шлезвига уехал жить в Пруссию.
Поскольку в Шлезвиг-Гольштейне, состоявшем с Данией в личной унии, действовало салическое престолонаследие, герцог Августенбургский предъявил свои права на наследование, провозгласив себя герцогом Шлезвиг-Гольштейнским под именем Фридриха VIII. Результатом этого конфликта стала вторая война за Шлезвиг.

## Происхождение
Граф Христиан VIII Ольденбургский по прекращении королевской династии Скьёльдунгов в 1448 году был избран датчанами королём под именем Кристиана I, а в 1460 году, после смерти своего дяди (по матери) Адольфа VIII, герцога Гольштинского, которому он был обязан главным образом своим избранием в короли Дании, был избран и шлезвиг-гольштинскими чинами после того, как обещался не соединять этих герцогств с Данией.
- Второй сын его, герцог Фридрих Гольштинский, по смещении своего племянника Кристиана II опять был избран датчанами в короли. Из сыновей его, поделивших между собою герцогства Гольштейн и Шлезвиг:
  - король Кристиан III стал родоначальником Глюккштадтской линии,
  - Адольф — Готторпской.

Сын и наследник Кристиана III — Фредерик II — опять произвёл раздел в 1564 году со своим братом Иоанном Младшим, и глюккштадтская линия в свою очередь распалась на главную — королевскую и на боковую — Гольштейн-Зондербургскую линию.
Первая с 1863 года, именно со смерти короля Фредерика VII, не имела мужских представителей.
Что же касается Зондербургской линии, то она, лишённая своих суверенных прав, распалась в 1622 году по смерти своего родоначальника на ветви:
- Зондербургская,
- Норбургская,
  - Глюксбургская,
- Плёнская,

из которых до новейшего времени дожила только первая.

Глава этой новейшей Зондербугской линии, герцог Александр (ум. 1627), второй сын Иоанна Младшего, оставил 5 сыновей, образовавших новые боковые ветви, из которых к концу XIX века существовали лишь две: 
- Зондербург-Августенбургская (основанная Эрнстом Гюнтером, 1609—1689)
- Зондербург-Бек, или, как она называется с 1825 года, Зондербург-Глюксбургская (родоначальник — Август Филипп (1612—1675)).

Старшую Августенбургскую линию продолжил младший сын её основателя Фридрих-Вильгельм (1668—1714).
- Сын последнего, Христиан-Август (1696—1754), по окончании Северной войны и по соединении готторпской части Шлезвига с королевской принёс в 1721 году, подобно другим принцам Глюккштадтского дома, пресловутую присягу «сообразно королевскому закону».
  - Его преемник, Фридрих Христиан Старший (1721—1794), строитель Августенбургского замка, оставил много сыновей, из которых третий с согласия ригсдага был усыновлён бездетным Карлом XIII в качестве шведского кронпринца в 1810 году, но спустя несколько месяцев умер.

В 1764 г. с угасанием старшей линии Зондербургского дома Августенбурги унаследовали фамильный замок Зондербург, но, вместо того, чтобы переехать в более вместительное поместье, остались проживать в Августенбурге. Несмотря на юридические тонкости, в Европе был признан за ними суверенный статус, хотя их регулярные браки с датскими аристократками (в том числе внебрачным потомством Христиана V) сложно назвать равными.

## Дети Фридриха Христиана Старшего
- Старший сын, Фридрих-Христиан Младший, родился в 1765 году, наследовал своему отцу, в 1786 году стал министром, а благодаря своему браку с принцессой Луизой Августой Датской — зятем короля Фридриха VI, но скоро разошёлся с ним, так как король, ревниво опасавшийся возвышений боковой линии, помешал его признанию шведским кронпринцем по смерти брата. Он умер в 1814 году, обязав в своём завещании своих потомков ни под каким видом не отказываться от своих прав на Шлезвиг-Гольштейн.
- Второй сын его, Фридрих-Карл-Эмиль (1767—1841), разошёлся с герцогской фамилией вследствие своего брака с Софией фон Шеель и до самой смерти жил в Лейпциге.

## Дети Фридриха Христиана Младшего
- Из остальных детей герцога Фридриха-Христиана Младшего его дочь Каролина-Амалия (1796—1881) благодаря своему браку с Кристианом VIII (1786—1848) стала королевой Дании.
- Её второй брат, принц Фридрих-Эмиль-Август 1800—1865, был назначен Кристианом VIII штатгальтером Шлезвиг-Гольштинии и получил ещё некоторые другие почётные посты, но поссорился с своим королевским шурином, когда тот издал своё «Открытое письмо 8 июля 1846 года», и примкнул к движению 1848 года, вследствие чего он по восстановлении власти Дании в герцогствах в 1851 году был изгнан из страны. В 1864 году при вступлении в морганатический брак с американкой Мэри Эстер Ли отказался от прав на наследование, после чего австрийский император патентом от 6 октября 1864 года наименовал его князем Ноэр; умер в Байройте. Его сын, принц Фридрих Кристиан Карл Август, получил от короля прусского для себя и для своего потомства титул графа Ноэра.
- Старший же сын и наследник Фридриха Младшего, герцог Кристиан Август, защищая претензии Августенбургского дома, во время Шлезвигского кризиса решительно вступился за права герцогств, но был принуждён передаточным актом 30 декабря 1852 года уступить свои земли датской короне и с тех же пор, высланный из страны, жил с своим семейством в замке Примкенау в Силезии.

## Шлезвиг-Гольштейнский вопрос
Хотя герцог Кристиан-Август при этой передаче и отказался от всяких дальнейших притязаний не только за себя, но и за все своё семейство (чего он, собственно, по частному праву государей не мог сделать и против чего тотчас же протестовал его младший брат) тем не менее, по смерти бездетного короля датского Фридриха VII (1863) он взял назад свой отказ в пользу своего старшего сына, герцога Фридриха, который, ссылаясь на господствующее в герцогствах право наследования, в качестве старшего из мужского потомства и объявил свои притязания на Шлезвиг-Гольштейн.
Действительно, со времени отречения своего отца он был старшим представителем Августенбургской линии, а так как главная Глюкштадтская линия не имела мужских представителей и потому не могла идти в счёт, то первая, как старшая, имела несомненный перевес над Глюксбургской. Между тем своевластно изданный Фридрихом III Датским «Королевский закон Дании» 14 ноября 1665 года постановляет, что за отсутствием мужского потомства правление должно перейти к ближайшей родственнице последнего государя по мужскому колену или к её линии, в данном случае — к семейству принцессы Шарлотты (1789—1864), дочери умершего в 1805 году наследного принца Фридриха Датского и сестры короля Христиана VIII.
С устранением этих женских родственников от престолонаследия в герцогствах последние должны были бы быть отделены от датской короны. Вот почему притязаниям августенбургцев воспротивились не только представители королевской линии, но и Англии и России. Причина ясна: дело в том, что, став самостоятельной, Шлезвиг-Гольштейн выпал бы из датской сферы влияния и влился бы в Германскую империю. Этот клубок противоречий вылился в войну за Шлезвиг.

## Конец дома Августенбургов
По итогам датско-германского конфликта за старшим сыном Кристиана-Августа, Фридрихом, был закреплён титул герцога Шлезвиг-Гольштейна, хотя фактически он не выезжал из своих силезских поместий и мало интересовался тем, что происходило в этой области Германской империи. Политическая близость Августенбургов с Гогенцоллернами была подтверждена браком дочери Фридриха, Августы Виктории, с будущим кайзером Вильгельмом II.
Младший брат нового герцога, Христиан, в 1866 году вступивший в брак с Еленой, дочерью королевы Виктории, остался жить в Великобритании. В 1916 году супруги справили золотую свадьбу. С началом Первой мировой войны их дочери отказались от своих германских титулов и приняли британское подданство, а сын Альберт (ум. 1931) усыновил одного из Глюксбургов и передал ему своё наследство. Этот последний из Августенбургов был холост, но имел внебрачную дочь, которая в 1940 году вышла замуж за герцога Аренберга.